# Andrzej Jasiński
Andrzej Jasiński (n. Częstochowa, Polonia, 23 de octubre de 1936) es un pianista y profesor de piano polaco.

## Trayectoria
Andrzej Jasiński, quien ha tomado sus primeras clases de piano de su padre, ha sido un estudiante en la Escuela Secundaria de Música Estatal de su ciudad natal. Recibió posteriormente clases de piano de Wladyslawa Markiewiczowna en la Escuela Superior de Música de Katowice entre 1952-59, graduándose con honores. Ha estudiado, siempre con un afán de superación de sus capacidades, en París, con Magda Tagliaferro entre 1960-61, y en 1960 ganó el Primer Premio del Concurso Internacional María Canals de Barcelona.
Jasiński comenzó su carrera de concertista siendo todavía estudiante. Su debut como tal fue en 1961 con la Orquesta Sinfónica Nacional de la RAI, bajo la batuta de Carlo Zecchi en Turín. Igualmente, en Polonia ha ofrecido desde entonces numerosos conciertos por todo el país, tocando con diversas orquestas como las de la Unión Soviética, las de Checoslovaquia, las de Alemania, las de Francia, las de España, las de Italia y las de Japón. También ha aparecido en numerosos festivales de música en toda Polonia habitualmente, e incluso es habitual escucharle por la Radio polaca y por televisión.
Desde 1961 se ha dedicado a la docencia, ha sido profesor de piano en la Academia de Música de Katowice, siendo jefe del departamento de piano 1973–1996. En 1979-1982 también impartió la clase de piano en la Escuela Superior de Música de Stuttgart y luego en otras numerosas instituciones de música de toda Europa y fuera de ella. Entre sus alumnos, destaca principalmente Krystian Zimerman, al cual enseñó piano a partir de los 7 años de edad y llevó a numerosos certámenes pianísticos por todo el mundo. Ha enseñado también a muchos notables pianistas polacos, profesores y educadores de música, entre ellos: Joanna Domańska, Jerzy Sterczyński, Krzysztof Jabłoński, Magdalena Lisak, Zbigniew Raubo, Rafał Łuszczewski, Beata Bilińska y Piotr Banasik.
Doctor honoris causa por la Academia de Música de Katowice (14 de diciembre de 2006) y por la Universidad de Música Fryderyk Chopin en Varsovia (mayo de 2007). Ha sido miembro del jurado del Concurso Internacional de Piano Fryderyk Chopin en Varsovia ininterrumpidamente desde 1975, siendo presidente del mismo en las ediciones de 2000, 2005 y 2010, y de otros concursos internacionales de piano: en Bolzano (Concurso Internacional de Piano Ferruccio Busoni), Bruselas (Concurso Internacional de Música Reina Isabel), Fort Worth (Concurso Internacional de Piano Van Cliburn), Moscú (Concurso Internacional de Piano Chaikovski), Leeds (Concurso Internacional de Piano de Leeds), Utrecht (Concurso Internacional de Piano Franz Liszt), Dortmund, Zwickau, Pretoria, Seúl y Tokio.